# Championnat du Japon de football de troisième division 2019
Navigation
J3 League 2018 J3 League 2020
Le Championnat du Japon de football de troisième division 2019 est la vingt-troisième saison du troisième niveau du football japonais et la 6e édition de la J3 League. Le championnat débute le 9 mars 2019 et s'achève le 8 décembre 2019.
Les deux meilleurs du championnat sont promus en J2 League.

## Les clubs participants
Les équipes classées de la 3e à la 17e place de la J3 League 2018, les équipes classées 21e et 22e de J2 League 2018 et le deuxième de JFL 2018 participent à la compétition.
| Club                 | Dernière montée | Ville      | Classement 2018 | Entraîneur        | Depuis | Stade                                 | Capacité | Nombre de saisons |
| -------------------- | --------------- | ---------- | --------------- | ----------------- | ------ | ------------------------------------- | -------- | ----------------- |
| Roasso Kumamoto      | 2019            | Kumamoto   | 21e             | Hiroki Shibuya    | 2018   | Stade Egao Kenkō                      | 32 000   | 1                 |
| Kamatamare Sanuki    | 2019            | Takamatsu  | 22e             | Ken'ichi Uemura   | 2019   | Pikara Stadium                        | 30 099   | 1                 |
| Gainare Tottori      | 2014            | Yonago     | 3e              | Riki Takagi       | 2019   | Torigin Bird Stadium                  | 16 033   | 5                 |
| Azul Claro Numazu    | 2017            | Kusatsu    | 4e              | Ken Yoshida       | 2015   | Ashitaka Park Stadium                 | 10 000   | 2                 |
| Thespakusatsu Gunma  | 2018            | Nagano     | 5e              | Keiichiro Nuno    | 2018   | Shoda Shoyu Stadium Gunma             | 15 253   | 2                 |
| Gamba Osaka U-23     | -               | Suita      | 6e              | Hitoshi Morishita | 2019   | Stade de football de Suita            | 40 000   | 3                 |
| Cerezo Osaka U-23    | -               | Osaka      | 7e              | Yuji Okuma        | 2016   | Stade Nagai                           | 50 000   | 3                 |
| Blaublitz Akita      | -               | Numazu     | 8e              | Shuichi Mase      | 2018   | Stade Soyu                            | 20 125   | 5                 |
| SC Sagamihara        | -               | Sagamihara | 9e              | Fumitake Miura    | 2019   | Sagamihara Gion Stadium               | 15 300   | 5                 |
| AC Nagano Parceiro   | -               | Nagano     | 10e             | Yuji Yokoyama     | 2019   | Minami Nagano Sports Park Stadium     | 15 515   | 5                 |
| Kataller Toyama      | 2015            | Toyama     | 11e             | Ryo Adachi        | 2018   | Toyama Stadium                        | 28 494   | 4                 |
| Fukushima United     | -               | Fukushima  | 12e             | Takeo Matsuda     | 2019   | Toho Stadium                          | 21 000   | 5                 |
| Iwate Grulla Morioka | 2014            | Morioka    | 13e             | Toshimi Kikuchi   | 2017   | Iwagin Stadium                        | 4 946    | 5                 |
| FC Tokyo U-23        | -               | Tokyo      | 14e             | Tetsu Nagasawa    | 2019   | Ajinomoto Field Nishigaoka            | 7 258    | 3                 |
| YSCC Yokohama        | -               | Yokohama   | 15e             | Yuki Stalph       | 2019   | NHK Spring Mitsuzawa Football Stadium | 15 454   | 5                 |
| Fujieda MYFC         | -               | Fujieda    | 16e             | Nobuhiro Ishizaki | 2018   | Fujieda Soccer Stadium                | 13 000   | 5                 |
| Giravanz Kitakyushu  | 2017            | Kitakyūshū | 17e             | Shinji Kobayashi  | 2019   | Mikuni World Stadium                  | 15 300   | 2                 |
| Vanraure Hachinohe   | 2019            | Hachinohe  | 2e              | Atsuto Oishi      | 2019   | Prifoods Stadium                      | 5 200    | 1                 |

- Relégué de la J2 League 2018
- Promu de la JFL 2018

### Localisation des clubs
| \| Clubs du Grand Tokyo · SC Sagamihara (Kanagawa) · YSCC Yokohama (Kanagawa) · FC Tokyo U-23 (Tokyo) · Thespakusatsu Gunma (Gunma) Grand Tokyo Gainare Tottori Blaublitz Akita Fujieda MYFC Fukushima United Kataller Toyama AC Nagano Parceiro Roasso Kumamoto Iwate Grulla Morioka Giravanz Kitakyushu Gamba Osaka U-23 Cerezo Osaka U-23 Azul Claro Numazu Kamatamare Sanuki Vanraure Hachinohe \| Localisation des clubs engagés dans le championnat. |
| Clubs du Grand Tokyo · SC Sagamihara (Kanagawa) · YSCC Yokohama (Kanagawa) · FC Tokyo U-23 (Tokyo) · Thespakusatsu Gunma (Gunma) Grand Tokyo Gainare Tottori Blaublitz Akita Fujieda MYFC Fukushima United Kataller Toyama AC Nagano Parceiro Roasso Kumamoto Iwate Grulla Morioka Giravanz Kitakyushu Gamba Osaka U-23 Cerezo Osaka U-23 Azul Claro Numazu Kamatamare Sanuki Vanraure Hachinohe                                                           |

| Clubs du Grand Tokyo · SC Sagamihara (Kanagawa) · YSCC Yokohama (Kanagawa) · FC Tokyo U-23 (Tokyo) · Thespakusatsu Gunma (Gunma) Grand Tokyo Gainare Tottori Blaublitz Akita Fujieda MYFC Fukushima United Kataller Toyama AC Nagano Parceiro Roasso Kumamoto Iwate Grulla Morioka Giravanz Kitakyushu Gamba Osaka U-23 Cerezo Osaka U-23 Azul Claro Numazu Kamatamare Sanuki Vanraure Hachinohe |

## Compétition

### Classement
Source : CLASSEMENT J3 LEAGUE 2019 sur transfermarkt.fr
| Rang | Équipe               | Pts | J  | G  | N  | P  | Bp | Bc | Diff |
| ---- | -------------------- | --- | -- | -- | -- | -- | -- | -- | ---- |
| 1    | Giravanz Kitakyushu  | 66  | 34 | 19 | 9  | 6  | 51 | 27 | +24  |
| 2    | Thespakusatsu Gunma  | 63  | 34 | 18 | 9  | 7  | 59 | 34 | +25  |
| 3    | Fujieda MYFC         | 63  | 34 | 18 | 9  | 7  | 42 | 31 | +11  |
| 4    | Kataller Toyama      | 58  | 34 | 16 | 10 | 8  | 54 | 31 | +23  |
| 5    | Roasso Kumamoto R    | 57  | 34 | 16 | 9  | 9  | 45 | 39 | +6   |
| 6    | Cerezo Osaka U-23    | 52  | 34 | 16 | 4  | 14 | 49 | 56 | -7   |
| 7    | Gainare Tottori      | 50  | 34 | 14 | 8  | 12 | 49 | 59 | -10  |
| 8    | Blaublitz Akita      | 49  | 34 | 13 | 10 | 11 | 45 | 35 | +10  |
| 9    | AC Nagano Parceiro   | 49  | 34 | 13 | 10 | 11 | 35 | 34 | +1   |
| 10   | Vanraure Hachinohe P | 48  | 34 | 14 | 6  | 14 | 49 | 42 | +7   |
| 11   | Fukushima United     | 43  | 34 | 13 | 4  | 17 | 45 | 53 | -8   |
| 12   | Azul Claro Numazu    | 39  | 34 | 11 | 6  | 17 | 35 | 43 | -8   |
| 13   | YSCC Yokohama        | 39  | 34 | 12 | 3  | 19 | 53 | 65 | -12  |
| 14   | Kamatamare Sanuki R  | 39  | 34 | 10 | 9  | 15 | 33 | 49 | -16  |
| 15   | SC Sagamihara        | 38  | 34 | 10 | 8  | 16 | 36 | 45 | -9   |
| 16   | FC Tokyo U-23        | 36  | 34 | 9  | 9  | 16 | 43 | 52 | -9   |
| 17   | Gamba Osaka U-23     | 35  | 34 | 9  | 8  | 17 | 54 | 55 | -1   |
| 18   | Iwate Grulla Morioka | 26  | 34 | 7  | 5  | 22 | 36 | 63 | -27  |

|  | Promu en J2 League 2020                             |
|  | P : Promu de JFL 2018 R : Relégué de J2 League 2018 |

## Statistiques

### Meilleurs buteurs
|                    | Buteur             | Club                | Buts | MJ |
| ------------------ | ------------------ | ------------------- | ---- | -- |
| Médaille d'or      | Taichi Hara        | FC Tokyo U-23       | 19   | 30 |
| Médaille d'argent  | Yuya Takazawa      | Thespakusatsu Gunma | 17   | 27 |
| Médaille de bronze | Yasuhito Morishima | Fujieda MYFC        | 16   | 32 |
| 4                  | Hayate Take        | Fukushima United    | 15   | 32 |
| 5                  | Kohei Shin         | Yokohama SCC        | 15   | 30 |
| 6                  | Hayato Asakawa     | Yokohama SCC        | 13   | 32 |
| 7                  | Mizuki Ando        | Cerezo Osaka U-23   | 11   | 33 |
| 8                  | Yosuke Kamigata    | Vanraure Hachinohe  | 11   | 33 |
| 9                  | Masamichi Hayashi  | Gainare Tottori     | 11   | 26 |
| 10                 | Ryota Nakamura     | Blaublitz Akita     | 11   | 27 |